# Toulouses sexdagars
Toulouses sexdagars var ett franskt sexdagarslopp som bara arrangerades en gång, 1906, men det var det första sexdagarsloppet (144 timmar) som arrangerades i Europa (ett "sexdagarslopp" hade arrangerats redan 1903 i London, men det pågick bara sex timmar per dag). Det hölls på Vélodrome de Bazacle i Toulouse den 24–30 september. Loppet avbröts dock efter 51 timmar på grund av ekonomiska kontroverser – men det kom, efter ungefär ett dygn, igång igen.. Men loppet fick ingen uppföljare och nästa europeiska lopp dröjde sedan till 1909, då ett lyckat försök gjordes i Berlin och i Frankrike dröjde det till 1913 (då det första sexdagarsloppet i Paris arrangerades).

## Podieplaceringar
| År   | Vinnare                    | Tvåa                        | Trea                                |
| 1906 | Léon Georget Émile Georget | Jean Gauban Achille Germain | Georges Landrieux Anthony Wattelier |